# 符水

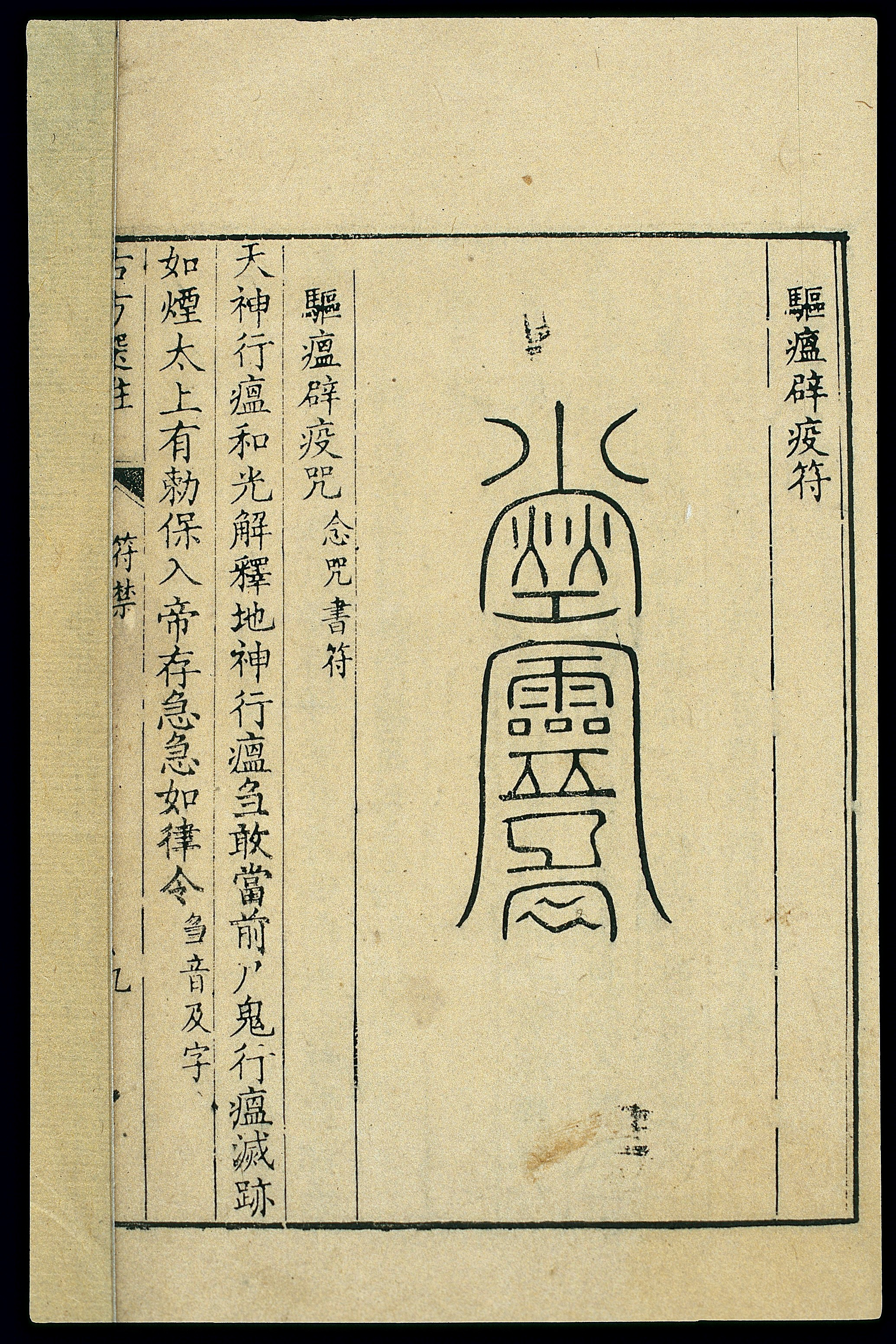
清代王子接《绛雪园古方选注》（1737年印行）中的符禁

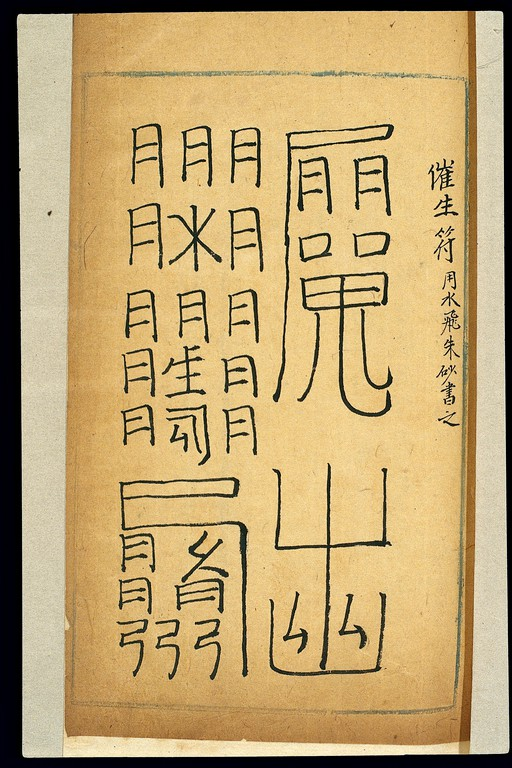
催生符

符水，道家法術。

## 概述
符水可分為兩類，一類是以手指向水中畫符而成，另一類是將紙畫符燃燒後所得灰燼置於水中攪拌而成:590。符水的使用可追溯到東漢末年的五斗米道和太平道。
道家使用符水主要用于治病，事先按照不同病症制作符书，使用时因症用符，制成的符水或让病人饮用，或将其喷洒以求洗去邪秽；此外，符水也用於救火和辟穀修行:451。

## 危害
人饮用符灰制成的符水，会吸收制符时使用颜料中含有的铅，导致血液含铅量过高甚至铅中毒，造成神经系统和肾功能受损、贫血等不良后果，严重时可以致命。